# 城关镇 (德保县)
城关镇，是中华人民共和国广西壮族自治区百色市德保县下辖的一个乡镇级行政单位。

## 行政区划
城关镇下辖以下地区：
城东社区、兴安社区、莲城社区、南隆社区、隆盛社区、云梯村、坡堂村、西读村、百登村、绿柳村、排莫村、茶亭村、足坡村、那造村和那温村。